# Vasaloppet 1965
Vasaloppet 1965 avgjordes den 7 mars 1965, och var den 42:a upplagan av Vasaloppet. Segrade gjorde Janne Stefansson, Sälens IF.  Sorgen efter drottning Louise död gav loppet en dyster stämning.

## Resultat
Not: Pl = Placering, Nr = Startnummer, Tid = Sluttid
| Pl. | Nr | Namn             | Klubb/Land   | Tid     | Diff    |
| --- | -- | ---------------- | ------------ | ------- | ------- |
| 1   |    | Janne Stefansson | Sälens IF    | 4:35:03 | + 00.00 |
| 2   |    | Bjarne Andersson | IFK Mora     | 4:41:09 | + 06.06 |
| 3   |    | Bengt Eriksson   | Sälens IF    | 4:44:47 | + 09.44 |
| 4   |    | Sten Olsson      | Älvdalens IF | 4:45:32 | + 10.29 |
| 5   |    | Vidar Mattsson   | Lima IF      | 4:47:04 | + 12.01 |